# The National (Écosse)
The National est un quotidien écossais, fondé en 2014. 
Il est publié  pour la première fois le 24 novembre 2014, devenant alors le premier quotidien en Écosse à soutenir frontalement l'indépendance de l'Écosse. Il est lancé dans la foulée du référendum sur l'indépendance écossaise de 2014,.